# Падаща звезда (късометражен филм)
Падаща звезда е късометражен филм копродукция между България и Италия с участието на Стефка Янорова, Стефан Попов и Калия Каменова, режисиран от Любо Йончев. Падаща звезда е номиниран за 29-те Европейски филмови награди, избран на повече от 100 Международни филмови фестивали и спечелил над 30 награди.

## Логлайн
Докъде би стигнала една майка за да защити децата си?

## Синопси
Лили е разведена майка с две деца – току-що навършилият пълнолетие Мартин и малката Александра. Една студена зимна вечер, Мартин прибира Александра от детска градина. Из тъмните улици на квартала двамата стават част от трагичен инцидент, който трудно може да бъде забравен или заличен. Лили и децата ѝ трябва да се изправят пред трудни решения, чийто последици ще променят живота им завинаги.

## Постижения
- 29-и Европейски филмови награди 2016 | Номиниран
- 22-ри Международен фестивал за късометражно кино в Драма | Спечелил – Най-добра женска роля за Стефка Янорова, Prix EFA (Официална номинация за Най-добър Европейски късометражне филм на 2016 г.)
- 8-и Международен филмов фестивал FreeNetWorld | Спечелил – Най-добър игрален филм / ОТКРИВАЩ ФИЛМ
- 14-и Тирана Филм Фест | Спечелил – НАй-добър Балкански филм
- и др.